# Ninia psephota
Ninia psephota är en ormart som beskrevs av Cope 1875. Ninia psephota ingår i släktet Ninia och familjen snokar. Inga underarter finns listade i Catalogue of Life.
Arten lever i bergstrakter i Panama och Costa Rica. Utbredningsområdet ligger 1200 till 2770 meter över havet. Honor lägger ägg. Exemplaren vistas i regnskogar och andra skogar. De är dagaktiva, gräver i marken och klättrar på träd.
För beståndet är inga hot kända. Hela populationen anses vara stabil. IUCN listar arten som livskraftig (LC).